# The Beat Ballad Show Tour
《The Beat Ballad Show Tour》는 잉글랜드의 가수 조니 젠틀이 1960년 스코틀랜드의 일곱 도시를 순회한 콘서트로, 비틀즈 (당시에는 실버 비틀즈)가 백 보컬로 참여한 것으로 유명하다. 이 공연은 비틀즈가 참여한 첫 콘서트이기도 하다.

## 배경
5월 10일, 비틀즈는 "아이돌스 온 퍼레이드"라고 불리는 여름 투어에서 가수 빌리 퓨리의 백 보컬로 설 기회를 얻기 위해 래리 판즈의 오디션에서 리버풀에서 활동하는 다른 밴드들과 경쟁하였다. 6월부터 시작되는 스코틀랜드 순회공연에서도 2위 밴드가 더피 파워와 조니 젠틀의 백 보컬로 설 수 있는 기회가 있었다. 그러나 비틀즈의 드러머 토미 무어가 늦게 도착하여 다른 드러머가 밴드와 함께 앉도록 강요되었고, 판즈와 퓨리 역시 베이시스트였던 스튜어트 섯클리프에게 큰 감명을 받지 못하였고, 비틀즈는 모든 자리에서 거절됐다.
하지만, 얼마 후 젠틀이 5월 20일부터 스코틀랜드 투어를 위한 백 보컬 그룹이 필요했기 때문에, 판즈는 앨런 윌리엄스와 접촉하였고, 비틀즈는 윌리엄스가 빠르게 섭외할 수 있는 유일한 그룹이었기 때문에 백 보컬 그룹 자리를 얻게 되었다.

## 투어
이 투어에서 비틀즈는 예명을 사용하였다. 존 레논은 "조니 레논", 폴 매카트니는 "폴 레이몬", 조지 해리슨은 "칼 해리슨", 스튜어트 섯클리프는 "스튜어트 드 스탈", 토미 무어는 "토마스 무어"였다. 밴드는 조니 젠틀과 함께 연주해야 할 곡을 거의 알지 못하는 등 연습이 굉장히 불충분했다. 젠틀과 비틀즈는 투어에서 서로 친하게 지냈고, 레논은 젠틀이 "I've Just Falled For Somebody"를 작곡하는 데 도움을 주었다.
투어에서 연주된 정확한 곡은 알려지지 않았다. 그저 젠틀이 무대에 오르기 전 비틀즈가 직접 공연한 것으로 알려져 있다. 해리슨은 엘비스 프레슬리의 "Teddy Bear"와 "Wear My Ring Around Your Holley"를 공연한 것으로 기억되고 있으며, 다른 곳에서는 버디 홀리의 "It Don't Matter Door"와 "Raining in My Heart", 엘비스 프레슬리의 "I Need Your Love Tonight", 리키 넬슨의 "Poor Little Fool", 클레런스의 "(I Don't Know Why) But I Do", 에디 코크런의 "C'mon Everybody", 짐 리브스의 "He'll Have to Go"를 연주하였다고 기록되어 있다.

## 날짜
| 날짜            | 장소         | 국가       | 장소             |
| --------------- | ------------ | ---------- | ---------------- |
| 1960년 5월 20일 | 앨로아       | 스코틀랜드 | 타운 홀          |
| 1960년 5월 21일 | 인버네스     | 스코틀랜드 | 노던 미팅 홀     |
| 1960년 5월 23일 | 프레이저버러 | 스코틀랜드 | 달림플 홀        |
| 1960년 5월 25일 | 키스         | 스코틀랜드 | 세인트 토마스 홈 |
| 1960년 5월 26일 | 포레스       | 스코틀랜드 | 타운 홀          |
| 1960년 5월 27일 | 네언         | 스코틀랜드 | 레갈 볼룸        |
| 1960년 5월 28일 | 피터헤드     | 스코틀랜드 | 리스큐 홀        |

## 투어 밴드
- 조니 젠틀 - 보컬
- 조니 레논 - 리듬 기타, 보컬
- 폴 레이몬 - 리듬 기타
- 칼 해리슨 - 리드 기타
- 스튜어트 드 스탈 - 베이스 기타
- 토마스 무어 - 드럼